# Bucephalina
Bucephalina is een geslacht van insecten uit de familie van de drekvliegen (Scathophagidae), die tot de orde tweevleugeligen (Diptera) behoort.

## Soorten
- B. amans (Cresson, 1918)
- B. megacephala (Loew, 1869)
- B. setipes (Coquillett, 1910)